# Oxyde mixte de baryum, de cuivre et de lanthane
L'oxyde mixte de baryum, de cuivre et de lanthane (en anglais : Lanthanum barium copper oxide, ou LBCO), de formule La1,85Ba0,15CuO4, fut le premier supraconducteur à haute température découvert, en 1986. Sa température critique est de 35 K. Johannes Georg Bednorz et K. Alex Müller ont partagé le prix Nobel de physique en 1987 pour sa découverte.